# 婿
婿意思是对自己丈夫的稱謂，也可以是女儿、兒子、妹妹、弟弟及其他晚辈的丈夫。
按《說文解字》，「婿」通「壻」，古時女子稱夫為婿，如“夫婿”。女婿則常指女兒的丈夫，有時也指代自己的丈夫。娅婿是姐妹的丈夫間互相间的称呼或合称。翁婿連用時，則意為老丈人和女婿。也可以與表示輩分的親屬稱謂連用，表示晚輩的丈夫，如“妹婿”、“弟婿”、“甥婿”、“侄婿”等（切不可用於長輩）。
在中華文化中，女婿為半子，意指等同於半個兒子，日常生活中可以與岳父岳母直接父子、母子相稱。謙稱時可自稱小婿，「賢婿」則是岳父岳母對女婿客氣的稱呼。

## 相關的俗諺
- 丈母娘看女婿，越看越有趣。
- 賣了兒子招女婿。
- 女婿有半子之勞（一個女婿半個兒）。
- 好女不如好女婿，好兒不如好兒媳。
- 不圖家財不圖地，只圖一個好女婿。
- 不圖莊和地，只圖好女婿。（陝西諺語）
- 不怕衣兜兜米吃，只要選個好女婿。（湖北諺語）
- 外父睼女婿，口水滴滴渧。（粵語諺語）

## 相關的成語
- 乘龍快婿
- 東床快婿